# Michael Christian Rusmeyer

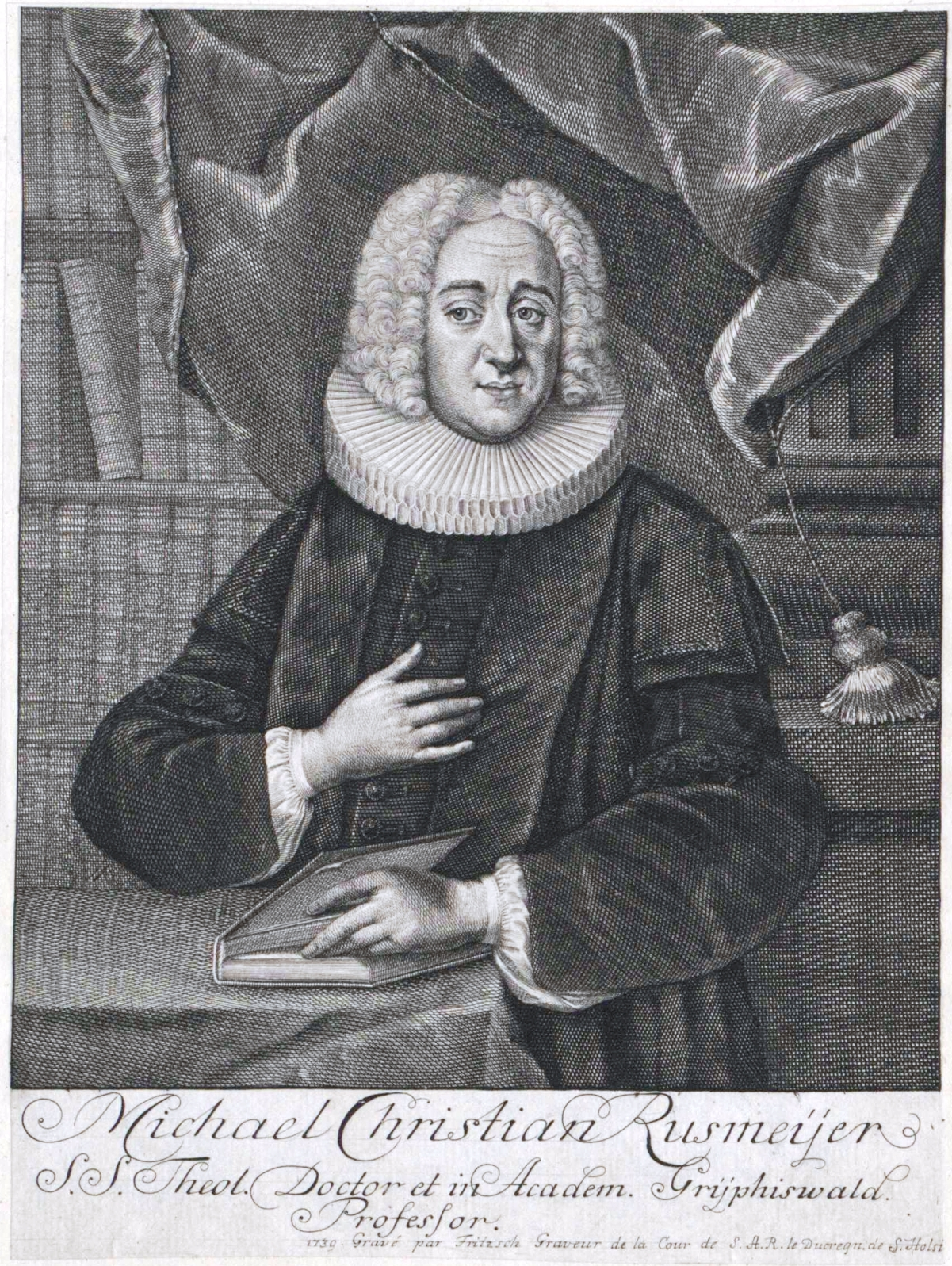
Michael Christian Rusmeyer, Kupferstich von Christian Fritzsch

Michael Christian Rusmeyer (auch: Russmeyer) (* 21. August 1686 in Lüneburg; † 20. August 1745 in Greifswald) war ein evangelischer Theologe und von 1740 bis 1745 Generalsuperintendent von Schwedisch-Pommern.

## Leben und Wirken
Nach dem Studium an der Universität Jena hielt sich Rusmeyer ab 1711 drei Jahre in Hamburg und Schweden auf, wo er Abhandlungen über die Trinität und einen Kommentar zu den Johannesbriefen des Neuen Testaments schrieb. Danach wurde er Hauslehrer bei Graf Reventlow in Kopenhagen.
Im Jahre 1719 wurde er als Professor und Pastor an St. Marien in Greifswald berufen. Im Jahre 1740 wurde er zum Generalsuperintendenten für Schwedisch-Pommern – in der Nachfolge von Timotheus Lütkemann – ernannt. Dieses Amt hatte er bis zu seinem Tode einen Tag vor seinem 59. Geburtstag inne.
Sein Nachfolger wurde Jakob Heinrich von Balthasar.
Michael Christian Rusmeyer war ein Anhänger von Philipp Jacob Spener und des Pietismus. Damit machte er sich nicht nur Freunde. Sein erbittertster Gegner war der Greifswalder Professor Jeremias Papke, gegen den er sich in der Schrift „Abgedrungene Vorstellungen“ im Jahre 1726 zur Wehr setzte.